# مايكل بن
مايكل دانيال بن (بالإنجليزية: Michael Daniel Penn)‏ (من مواليد 1 أغسطس 1958) هو مغني وكاتب أغاني وملحن أمريكي. اشتهر بأغنية «لا للأساطير» (بالإنجليزية: No Myth)‏ من عام 1989، وهي من أفضل 20 أغنية في الولايات المتحدة وناجحة في العديد من البلدان الأخرى.

## النشأة
ولد بن في غرينتش فيليج بنيويورك. وهو الابن الأول للممثل والمخرج ليو بن والممثلة ايلين ريان وشقيق الممثلين شون بن وكريس بن. وهو من أصل ليتواني-يهودي (من الأب) وأيرلندي-إيطالي (من الأم).

## الحياة المهنية
مايكل بن هو مغني وكاتب أغاني وملحن أفلام نال إعجاب النقاد. كان بن عضوًا في فرقة دول كونغرس في لوس أنجلوس قبل إصدار ألبومه الأول بعنوان «مارس» في 1989. كان بن واحدًا من ضيفين موسيقيين؟ كفنان منفرد في ساترداي نايت لايف في 24 أكتوبر 1987 مع شقيقه شون. ظهر بن أيضًا ك«كومبارس» في عدد قليل من المسلسلات التلفزيونية مثل «سانت إلسوير».
استمر نجاحه الغنائي، وعمل في صنع موسيقى أصلية للفيلم. وسجل الموسيقى التصويرية لأفلام بول توماس أندرسون لعبة الثمانية الصعبة (1996) و ليال راقصة (1997)؛ ومثل أيضًا فيه في دور عرضي كمهندس تسجيل. أخرج أندرسون أثناء تحرير الفيلم مقطع فيديو موسيقيًا مع بن لأغنية حاول «حاول» من ألبوم «استقال» (يمكن العثور على الفيديو في دي في دي ليال راقصة). من بين الأفلام الأخرى التي قام بن بتلحينها أول جهود إخراجية لآلان كومينغ، وهما «حفلة الذكرى السنوية» و«معاناة صدقة الرجل»؛ «المراهق الأمريكي»، «تنظيف سانشاين» والقبلة الأخيرة الفيلم الوثائقي «ضحكات الضحك». رُشِّح في عام 2003 ل«جائزة دي في دي إكس لأفضل تلحين الأصلي في فيلم» عن فيلم «ميلفن يذهب إلى العشاء». أنتج بن تسجيلات لأيمي مان و«ذي وولفلاورز» و ليز فير.
قام بن في أواخر عام 2009 بتأليف الموسيقى لفيلم «شمس ذلك المساء». وعمل في بداية عام 2012 كملحن لمسلسل فتيات لصالح قناة إتش بي أو.
إنضم أيضًا إلى طاقم برنامج أسياد الجنس لقناة شوتايم في عام 2013 كملحن للمسلسل. عُيِّن توماس نيومان لتلحين الحلقة التجريبية في البداية ولكن لم يتم ذلك ولحن بن كلاً من الحلقة التجريبية وبقية المسلسل.
لحن بن في عام 2018 مسلسلين تلفزيونيين جديدين وهما فتيات صالحات على قناة إن بي سي وهنا والآن على قناة إتش بي أو.